# Emre Pehlivan
Emre Pehlivan (* 19. Januar 1993 in Osmangazi, Bursa) ist ein türkischer Fußballspieler, der für Körfez FK spielt.

## Karriere

### Verein
Emre Pehlivan begann mit dem Vereinsfußball mit neun Jahren in der Jugend seines Heimatvereins Bursaspor. 2007 erhielt er von seinem Verein einen Profi-Vertrag, spielte aber bis zur Saison 2008/09 in der Jugendmannschaft. Ab der Spielzeit 2008/09 wurde er in den Kader der Reservemannschaft aufgenommen und bekam kurze Zeit später einen Stammplatz in der Startformation. Ab der Saison 2010/11 bekam er die Möglichkeit auch bei der Profi-Mannschaft mitzutrainieren. In einigen Profi-Spielen wurde er sogar als Reservespieler in den Mannschaftskader übernommen. So machte er am 10. Januar 2012 in einem Pokalspiel gegen Şanlıurfaspor sein Profi-Debüt.
Für die Spielzeit 2012/13 wurde Pehlivan an den Drittligisten Körfez FK ausgeliehen.

### Nationalmannschaft
Emre Pehlivan fing früh an, für die türkischen Juniorennationalmannschaften aufzulaufen. Er durchlief über die Jahre die türkischen U-15, U-16, U-17, U-18 und die U-19-Juniorennationalmannschaften. Aktuell spielt er für die türkische U-19.